# أنتوني غاليكي
أنتوني غاليكي (بالبولندية: Antoni Gałecki)‏ مواليد 4 يونيو 1906 في وودج، كونغرس بولندا - الوفاة 14 ديسمبر 1958 في وودج، هو لاعب كرة قدم بولندي سابق، كان يلعب في مركز الدفاع. سبق له أن لعب في كأس العالم لكرة القدم مع منتخب بلاده في مونديال عام 1938.

## المسيرة الاحترافية

### أندية لعب لها
- نادي ال كي اس ودز

## روابط خارجية
- أنتوني غاليكي على موقع الاتحاد الدولي (مؤرشف)  (الإنجليزية)
- أنتوني غاليكي على موقع قاعدة بيانات كرة القدم.إي يو (الإنجليزية)
- أنتوني غاليكي على موقع Soccerway.com (الإنجليزية)
- أنتوني غاليكي على موقع اللجنة الأولمبية الدولية (الإنجليزية)
- أنتوني غاليكي على موقع أوليمبيديا (الإنجليزية)
- أنتوني غاليكي على موقع اللجنة الأولمبية البولندية (مؤرشف) (البولندية)